# Gästriklands runinskrifter 7
Gästriklands runinskrifter 7, Gs 7, är en runsten i rödgrå sandsten, sedan 1949 belägen i vapenhuset i Torsåkers kyrka i Torsåkers socken, Hofors kommun. I vapenhuset återfinns även Gs 8.

## Stenen
Stenen är 2,1 meter hög, 1,2 meter bred och 0,1–0,2 meter tjock. Runhöjden är 6–8 centimeter. Förutom runraden är stenen ornerad med ett enkelt kors och en enkel kvinnofigur.

## Inskriften
Translitterering av runraden:
× -(u)(i)(r)(i) riti s͡tin þino × at kuþbiurna × bruþu͡r si-... ...m... × kuta ' uas muþiʀ × kuþmu-r × ... : kuþmuntro : þrukn-þi :
Normalisering till runsvenska:
''-uiri retti stæin þenna at Guðbiorn, broður si[nn] ... kuta vas moðiʀ Guðmu[nda]ʀ. ... Guðmundr drunkn[a]ði.
Översättning till nusvenska:
... uppreste denna sten efter Gudbjörn, sin broder ... Gudda(?) (Gutta?) var Gudmunds moder. Gudmund drunknade.

### Fotnoter
1. ↑  Gästriklands runinskrifter, s. 65.
2. ↑  52:1 i Riksantikvarieämbetets Fornsök
3. ↑  Samnordisk runtextdatabas, Gs 7
4. 1 2  Samnordisk runtextdatabas, Gs 7, 2014
5. ↑  Sven B.F. Jansson, red (1981). Sveriges runinskrifter. Bd 15:1, Gästriklands runinskrifter. Stockholm: Almqvist & Wiksell. ISBN 91-7402-124-9. http://www.raa.se/runinskrifter/sri_gastrikland_b15_d01_text_1.pdf